# Рикі (річка)
Рикі — річка в Самбірському районі Львівської області, права притока Ясенки (басейн Дністра).

## Опис
Довжина річки приблизно 8 км. Висота витоку річки над рівнем моря — 695 м, висота гирла — 550 м, падіння річки — 145 м, похил річки — 18,13 м/км. Формується з багатьох безіменних струмків.

## Розташування
Бере початок на північно-східній стороні від села Радич. Тече переважно на північний схід через село Кіндратів і в селі Ясениця впадає в річку Ясенки, праву притоку Стрию. 
Річку перетинає автомобільна дорога Т 1402.